# Sven Landberg
Sven Landberg (Estocolmo, 6 de dezembro de 1888 – Estocolmo, 11 de abril de 1962) foi um ginasta sueco que competiu em provas de ginástica artística.
Landberg é o detentor de duas medalhas olímpicas, conquistadas em duas distintas edições: na primeira, os Jogos de Londres, em 1908, competiu como ginasta na prova coletiva. Ao lado de outros 37 companheiros, conquistou a medalha de ouro, após superar as nações da Noruega e da Finlândia. Nas Olimpíadas de Estocolmo, em 1912, conquistou nova medalha de ouro, em outra prova coletiva, a por equipes estilo sueco.